# إعطاء ما نستطيع
منظمة إعطاء ما نستطيع (بالإنجليزية: Giving What We Can)‏ وتُدعى اختصارًا GWWC هي منظمة فعالة مرتبطة بالإيثار يتعهد أعضاؤها بمنح 10% من دخلهم للجمعيات الخيرية الفعالة. تأسست في أوكسفورد في عام 2009 بواسطة الباحث الأخلاق توبي أورد.

## التاريخ
تأسست منظمة «إعطاء ما نستطيع» كجمعية للعطاء في عام 2009 بواسطة توبي أورد، باحث أخلاقيات في أكسفورد، وزوجته برناديت يونغ، طبيبة في التدريب في ذلك الوقت، وزميله الأخلاقي ويليام ماكاسكيل بهدف تشجيع الناس على إعطاء 10% من دخلهم على أساس منتظم للتخفيف من وطأة الفقر في العالم. هذا يشبه زكاة أو العشور ولكن قال أورد إنه لا يوجد دافع ديني وراء ذلك. استشهد أورد بكتابات من بيتر سينجر وتوماس بوغ حول واجب الفرد الأخلاقي في إعطاء الفقراء كإلهام لبدء المنظمة وخطط شخصياً للتخلي عن كل ما يفوق 28000 دولار سنويًا، وهو متوسط الراتب بعد خصم الضرائب في المملكة المتحدة كان تركيزه على العطاء الفعال، بمعنى أنه أكد على التبرع للجمعيات الخيرية التي أنقذت أكبر قدر ممكن من الناس لكل مبلغ تبرع. أطلقت منظمة منح ما نستطيع (GWWC)مع 23 عضوا. تعهد الأشخاص الذين انضموا على منح 10% من دخلهم لأي منظمة يعتقدون أنها يمكن أن تكافح الفقر في دول العالم النامي على أفضل وجه. بحلول نهاية عام 2011، كانت المنظمة تضم 177 عضوًا، معظمهم من الأكاديميين، في خمسة فصول بما في ذلك أكسفورد وكامبردج وبرينستون وهارفارد بحلول عام 2012، كان لدى المجموعة 264 شخصًا من 17 دولة، وتجاوزت 1000 عضو في عام 2015.
بحلول نوفمبر 2011، كانت المنظمة تقدم لأعضائها تقارير دورية عن المؤسسات الخيرية التي كانت أكثر فاعلية في مكافحة الفقر في دول العالم النامي، حيث قدّمت في ذلك الوقت مجموعة التعامل مع الأمراض المعدية ومجموعة التخلص من الديدان العاملتان في إفريقيا. اعتمد أورد جزئيًا على الأبحاث التي أجرتها GiveWell، واستخدم أيضًا مفهوم QALY لقياس فعالية المؤسسات الخيرية.
في عام 2011، خرجت منظمة شقيقة من برنامج «منح ما نستطيع في أكسفورد» بواسطة MacAskill وآخرون أطلقوا عليها «وظائف التأثير العالي» والتي شجعت الناس على متابعة وظائف ذات رواتب عالية حتى يتمكنوا من تقديم المزيد من الأموال. أجرت كلتا المنظمتين التواصل والتوظيف في أكسفورد. تم تغيير اسم وظائف عالية التأثير إلى 80.000 ساعة. في عام 2012، قامت المنظمتان بدمج مركز الإيثار الفعال كمؤسسة غير ربحية لتكون بمثابة منظمة الجامعية.

## أبحاث
أجرت منظمة «إعطاء ما نستطيع» بحوث لتحديد المؤسسات الخيرية التي يوصي الأعضاء والأشخاص الآخرون بدعمها. ويختلف هذا الأمر عن المقيِّمين الخيريين الآخرين من حيث الأهمية المعطاة لمقاييس الأداء الخيري. بينما يستخدم المقيِّمون، مثل المستكشف الخيري، جزءًا كبيرًا من التبرعات التي يتم إنفاقها على نفقات البرنامج مقابل النفقات الإدارية كمؤشر مهم، فإن التركيز على منح ما نستطيع فقط يركز على فعالية تكلفة عمل المؤسسة الخيرية. وتؤمن أن التباين في فعالية المؤسسات الخيرية من حيث التكلفة ينشأ إلى حد كبير بسبب التباين في طبيعة الأسباب التي تعمل بها الجمعيات الخيرية، وبالتالي نجري تقييمات عبر مجالات واسعة من العمل مثل الصحة والتعليم والمساعدات الطارئة قبل مقارنة منظمات معينة. في الممارسة العملية، توصي المنظمة بمجموعة مختارة من الجمعيات الخيرية في مجال الصحة العالمية. وبالتالي فإن عملها مشابه لعمل GiveWell.

## روابط خارجية
- إعطاء ما نستطيع
- مركز الإيثار الفعال